# Medaglia Glenn T. Seaborg
La medaglia Glenn T. Seaborg (Glenn T. Seaborg Medal in inglese) è un premio annuale fondato nel 1987 dal Dipartimento di Chimica e Biochimica dell'Università della California - Los Angeles (UCLA). Il primo ad essere premiato fu proprio Glenn T. Seaborg, un ex-studente dell'UCLA, a cui è dedicato il premio. 
Il premio viene assegnato per contributi eccezionali nel campo della chimica o della biochimica.

## Vincitori
- 1987 Glenn Theodore Seaborg
- 1988 Warren W. Kaeding
- 1989 Donald J. Cram
- 1990 George Gregory
- 1991 John D. Roberts
- 1992 Ralph H. Bauer
- 1993 Robert Bruce Merrifield
- 1994 George S. Hammond
- 1995 George B. Rathmann
- 1996 Mary L. Good
- 1997 Frederick Hawthorne
- 1998 Paul D. Boyer
- 1999 John P. McTague
- 2000 Daniel Koshland
- 2001 James B. Peter
- 2002 Richard E. Smalley
- 2003 Ad Bax, Alexander Pines
- 2004 David Eisenberg
- 2005 Ronald M. Evans
- 2006 David A. Evans
- 2007 R. Stanley Williams
- 2008 Joan Selverstone Valentine
- 2009 Mostafa A. El-Sayed
- 2010 Robert Tjian
- 2011 Richard Heck
- 2012 Harold Varmus
- 2013 Kendall Houk
- 2014 Fred Wudl, Linda Wudl
- 2015 Stefan Hell
- 2016 Michael E. Jung
- 2017 William Gelbart
- 2018 Richard Henderson, Robert Glaeser
- 2019 Paul Alivisatos